# Karlsberg

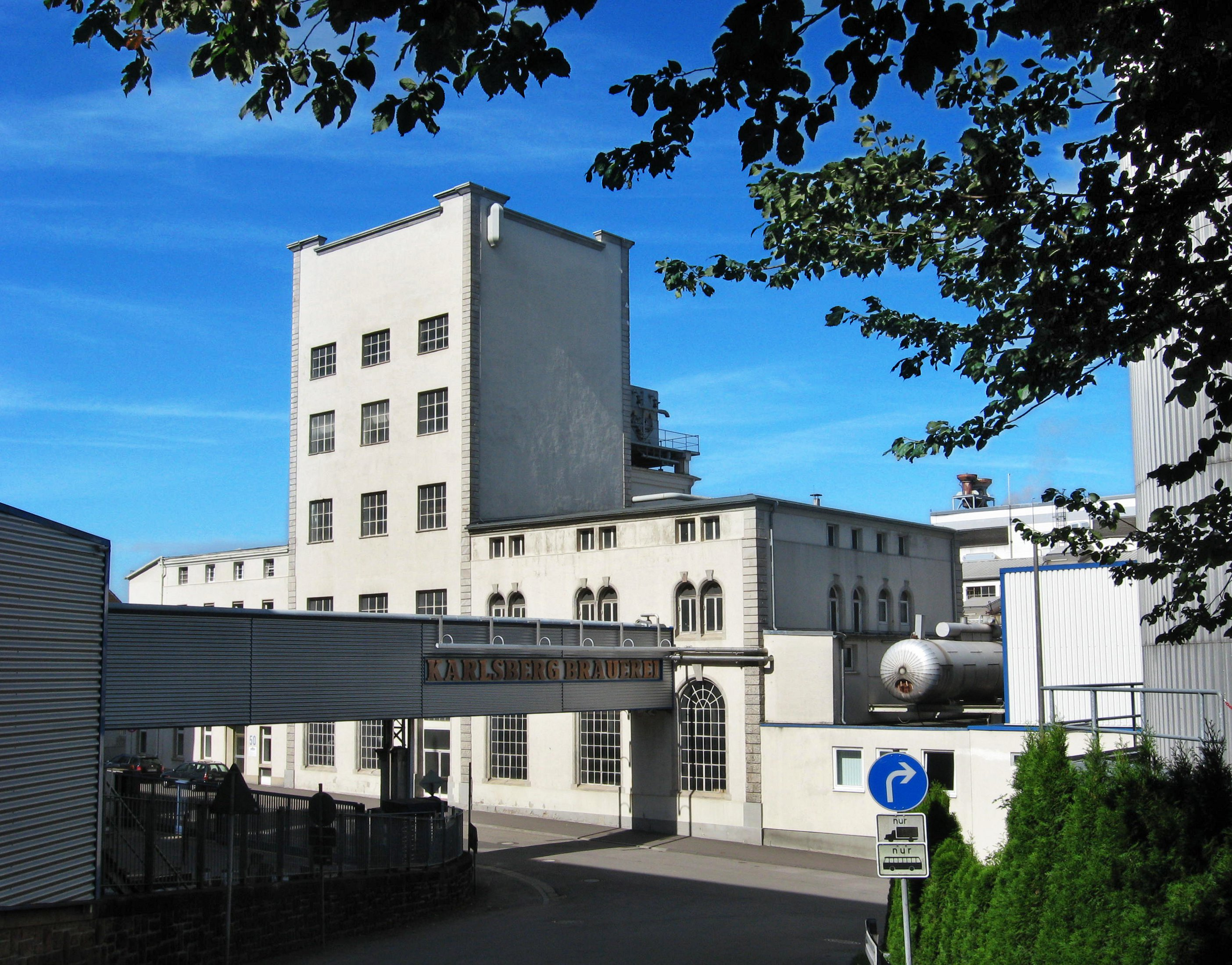
Вид старой части завода на Karlsbergstraße

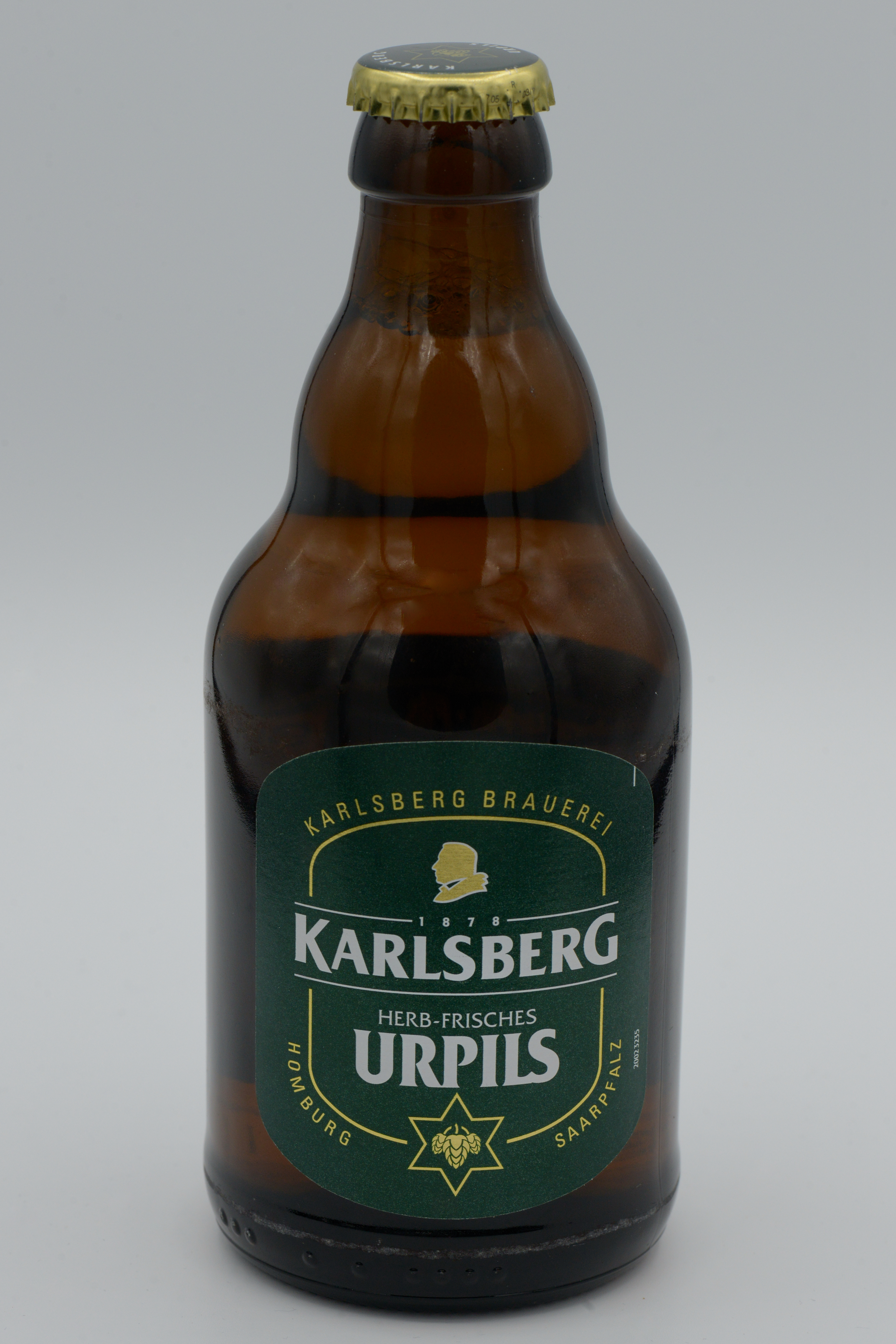
Бутылка пива Karlsberg

Karlsberg является одной из крупнейших пивоваренных компаний в Германии; группе Karlsberg Group также принадлежат множество других марок пива. За пределами Германии используется бренд Karlsbräu (Карлсброй), чтобы отличать компанию от датской пивоваренной компании «Карлсберг».

## История
Компания основана в 1878 году в городе Хомбург, Саар (тогда в составе Баварии). Пивоваренный завод получил название в честь замка на близлежащем холме. Нынешний владелец компании, Рихард Вебер, является праправнуком основателя завода.

## Бренды
Группа владеет такими брендами пива, как Karlsberg, Beckers, Ottweiler и Kasteel. Лагер варится в Саверне с использованием специальных дрожжей для шампанского.

## Karlsberg Group
Karlsberg Group также является владельцем и дистрибьютором некоторых других марок пива и других напитков. В частности, ей принадлежат немецкая пивоварня Königsbacher (в Кобленце) и французская пивоварня Brasserie de Saverne. Производители соков Merziger, Klindworth и Niehoffs Vaihinger также принадлежат группе. В 2001 году Karlsberg Group приобрела контрольный пакет акций производителя минеральной воды Mineralbrunnen Überkingen-Teinach у компании «Нестле» (покупка включает торговую марку Афри-Кола и минеральные воды Staatlich Fachingen и Hirschquelle из Шварцвальда. Безалкогольные напитки сегодня составляют более 50 % оборота компании (691 млн евро в 2004/05 финансовом году).